# West Clandon
West Clandon – wieś w Anglii, w hrabstwie Surrey, w dystrykcie Guildford. Leży 38 km na południowy zachód od centrum Londynu. Miejscowość liczy 1259 mieszkańców.